# Siemirowice
Siemirowice (kaschubisch Szemrejce; deutsch Schimmerwitz) ist ein Ort in der polnischen Woiwodschaft Pommern und gehört zur Landgemeinde Cewice (Zewitz) im Powiat Lęborski (Kreis Lauenburg).

## Geographische Lage
Die Ortschaft liegt in Hinterpommern an der Grenze zur historischen Region Westpreußen, etwa 16 Kilometer südlich von Lauenburg in Pommern (Lębork) am Fluss Buckowin.
Nördlich des Ortes befindet sich der Militärflugplatz Siemirowice der Polnischen Marine, einer von zwei Standorten der 44. Baza Lotnictwa Morskiego (44. BLM).

## Geschichte
Aus vorgeschichtlicher Zeit stammen die Großsteingräber bei Schimmerwitz, eine Gruppe von sieben megalithischen Grabanlagen der jungsteinzeitlichen Trichterbecherkultur. 
Der Gutsbezirk Schimmerwitz lag in einem schmalen Landstreifen entlang der ehemaligen Grenze zu Westpreußen, der auch ein Siedlungsgebiet der Kaschuben ist. Schimmerwitz befand sich 1614 im Besitz der Gebrüder  Stephan und Marten Sabotken; nach deren Ableben 1619 belehnte Herzog Franz von Pommern George Ziezelsky mit Schimmerwitz.
Um 1784 hatte der Gutsbezirk Schimmerwitz sieben Vorwerke, eine Wassermühle, 14 Büdner und 23 Feuerstellen (Haushaltungen). Die Besitzer der sieben Vorwerke waren zum damaligen Zeitpunkt: 1) Franz Adolph v. Weiher, 2) die vier Gebrüder v. Koß, nämlich Carl Friedrich, Franz Gneomar, Christian Ernst und Georg Jacob v. Koß, 3) Ernst Gneomar v. Gostkowsky, 4) die beiden Gebrüder Christian Ernst und Johann Matthias v. Dzizelsky, 5) die beiden Gebrüder Paul Ernst und Michael Friedrich v. Selasinski, 6) Christlieb Reiske, geborene v. Koß und 7) Anton von Ustarbowski.
Bis 1945 bildete Schimmerwitz eine Landgemeinde im Landkreis Lauenburg i. Pom. in der preußischen Provinz Pommern. Zu der Landgemeinde gehörten neben Schimmerwitz 46 Wohnplätze: Abbau Janowo, Abbau Sallakowo, Abbau Schimmerwitz, Antonshof, Augustenfelde, Augustenhof, Brill, Charlottenhof, Christianenhof, Dorotheenhof, Emilienhof, Freihof, Friederikenhof, Friedrichshof A, Friedrichshof B, Friedrichshof C, Fuchsberg, Grenzhof, Grünau, Grünhof, Heinrichsfelde, Hermannshof, Johanneshof A, Johanneshof B, Jägerhof, Karlshof, Karlsruhe, Lerchenthal, Lindenhof A, Lindenhof B, Lindenhof C, Ludwigsthal, Müllershof, Neubrill, Neugut, Neuhof, Neukaten, Paulinenhof, Rossock, Schule Im Walde, Schönhof, Seehof A, Seehof B, Seehof D, Waldenburg und Wassermühle.
Gegen Ende des Zweiten Weltkriegs wurde Schimmerwitz Anfang März 1945 von der Roten Armee besetzt. Bald darauf  wurde Schimmerwitz zusammen mit ganz Hinterpommern unter polnische Verwaltung gestellt. Anschließend begann im Dorf die Zuwanderung polnischer Zivilisten. Schimmerwitz erhielt den polnischen Ortsnamen Siemirowice. In der darauf folgenden Zeit wurden die Alteinwohner von Schimmerwitz vertrieben.

## Bevölkerungsentwicklung
| Jahr | Einwohner | Anmerkungen                                                          |
| ---- | --------- | -------------------------------------------------------------------- |
| 1867 | 752       | in 104 Wohngebäuden                                                  |
| 1871 | 705       | darunter 671, Evangelische, 26 Katholiken und acht sonstige Christen |
| 1905 | 774       | [ 8 ]                                                                |
| 1925 | 859       | darunter 805 Evangelische und 20 Katholiken                          |
| 1933 | 828       | [ 9 ]                                                                |
| 1939 | 776       | [ 9 ]                                                                |

## Persönlichkeiten: Söhne und Töchter des Ortes
- Heinrich Steinberg (1913–1995), deutscher Kommunalpolitiker (FDP) und Dichter von Schüttelreimen